# Тоїзм

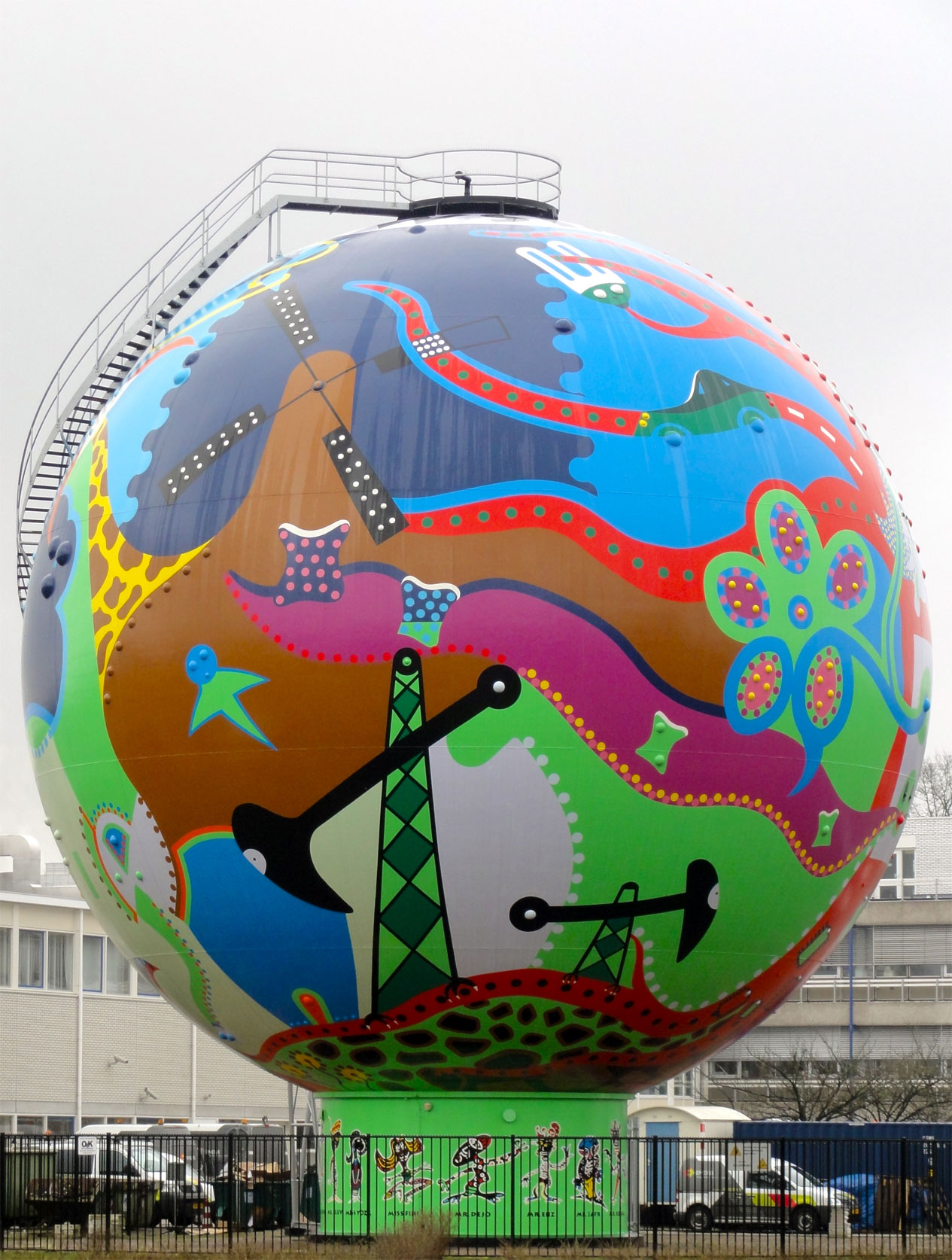
Де Стип - жити з енергією, розташована в Dordsestraat в Еммені

Тоїзм - це напрямок в сучасному мистецтві, що зародився в 1990-х роках в Еммені . Слово відображає грайливий характер твору і його філософію . Суфікс "їзм" відсилає до рухів, які існують в світі мистецтва та релігії. Проте, тоїзм є серйозним напрямом в мистецтві, яке демонструє новий, критичний і чутливий погляд на наш сучасний світ.

## Витоки

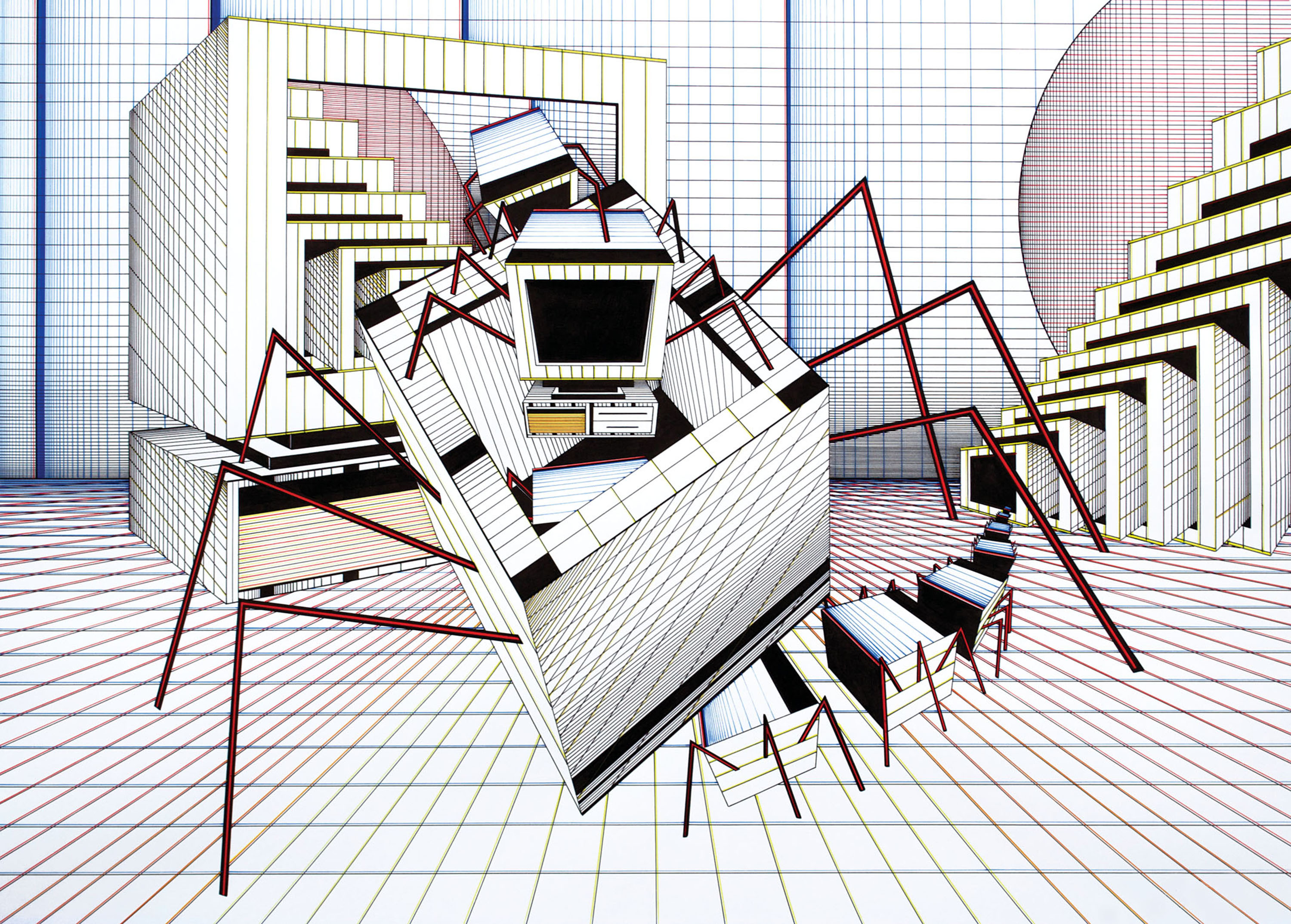
Втеча від комп'ютерних павуків, Деян, 1990.

Назва виникла в 1990 році, коли тоїст Деян зробив графічну роботу під назвою «Втеча від комп'ютерних павуків». Саме цей твір і аналогічні роботи поклали початок стилю на початку дев'яностих. Однак пройшло ще два роки, перш ніж це призвело до маніфесту.  5 вересня 1992 художник і музикант Деян ( псевдонім ) з Еммена пише маніфест під назвою Мати і знайомить аудиторію з тоїзмом.

## Історія
Тоїзм можна розділити на два періоди: період з 1992 до 2000 і з 2002 року по теперішній час.

### 1992-2000
Через пару місяців після того, як маніфест був написаний, два інших художніх напрями Еммена приєдналися до руху. У першому періоді в основному теми були відпрацьовані в сюрреалістичній манері  іконки (комп'ютер, космічний корабель і Мишка) в своїх картинах . Ці значки представляли відвідування художників. Перша виставка була 24 лютого 1993 в хет Феєнпарке . Через рік після заснування робота була виставлена в Нью-Йорку .  
На базі був подібний стиль з однорідними областями кольору і спрощені елементи, де натхненний Супер Маріо і ігрова приставка Нінтендо . Після того, як тріумвірат розпався, засновник Деян вирішив зробити світ і отримує натхнення, щоб зробити Toyism більш міжнародним і відкритим.

### 2002
Після нього світ-подорожі Деян переписав маніфест і дав іншим художники доступ до приєднання до руху. Починаючи з 2002 року група художників зростає в геометричній прогресії і художники з усіх куточків Землі зважилися на участь ( в Таїланді, Південній Африці, Малайзії, США, Ісландія, Мексика, Перу, Італія, Австралія, Канада, Бельгія, Нідерланди, Румунія ).

### Теперішній час
На сьогоднішній день тоїсти створили 777 творів мистецтва, від картин до скульптур і будівель. У тоїстів була постійна студія / галерея в Еммені до 2015 року. У тому ж році вони перенесли свою штаб-квартиру в місто Гронінген . Тепер у них є галерея в Вілла Хейманс поруч з Музеєм Гронінгена .

## Філософія
Філософія тоїзма полягає в тому, що художники працюють як колектив, а не окремі особи, тому Тоїст не може розглядатися як більш важливий або відомий, ніж інші. Немає ніякого суперництва серед виконавців. Явне послання, яке вони несуть, це те, що твір має найвищу цінність, а не художник створив його. Хоча художники і створюють власні роботи, у багатьох випадках Тоісти працюють разом, що означає, що художній твір не можна віднести до одного художника.

## Маніфест
Секретний маніфест Мати містить палітру інгредієнтів, з яких в основному картини, але останнім часом також і скульптури, трафарети, ювелірні вироби та з'являться вироби з художнього скла . Маніфест призначений тільки для читання художників, які бажають приєднатися до руху. Ці твори можна розглядати як дітей Матері і одного або декількох батьків (художників). Батьком може бути чоловік або жінка, або навіть більше художників, що представляють собою одного з батьків поруч з Матір'ю. Це може бути пов'язано з анонімністю батьків, адже вони працюють, використовуючи псевдонім, приховуючи свою справжню особистість для глядачів. Кожен батько змішує свої ідеї і характеристики з властивостями Матері. Це сильно пов'язує дітей, адже вони походять від Матері.

## Псевдонім
Кожен тоїст, який приєднується до групи, вибирає собі псевдонім, починаючи з однієї з наявних букв алфавіту, яка ще не використовується іншим тоїстом. Це означає, що в групі не може бути більше 26 художників. Кожен тоїст вибирає так звану ляльку, значок, що представляє художника. За допомогою цих ляльок тоїст  має своє обличчя перед публікою, хоча він чи вона насправді безликий. Тоїсти  ніколи не показують своє обличчя (на фото або камеру), замість цього вони носять маски, щоб приховати їх особистості.

Всі тоїсти , під своїми псевдонімами, що були або до сих пір є частиною руху: 

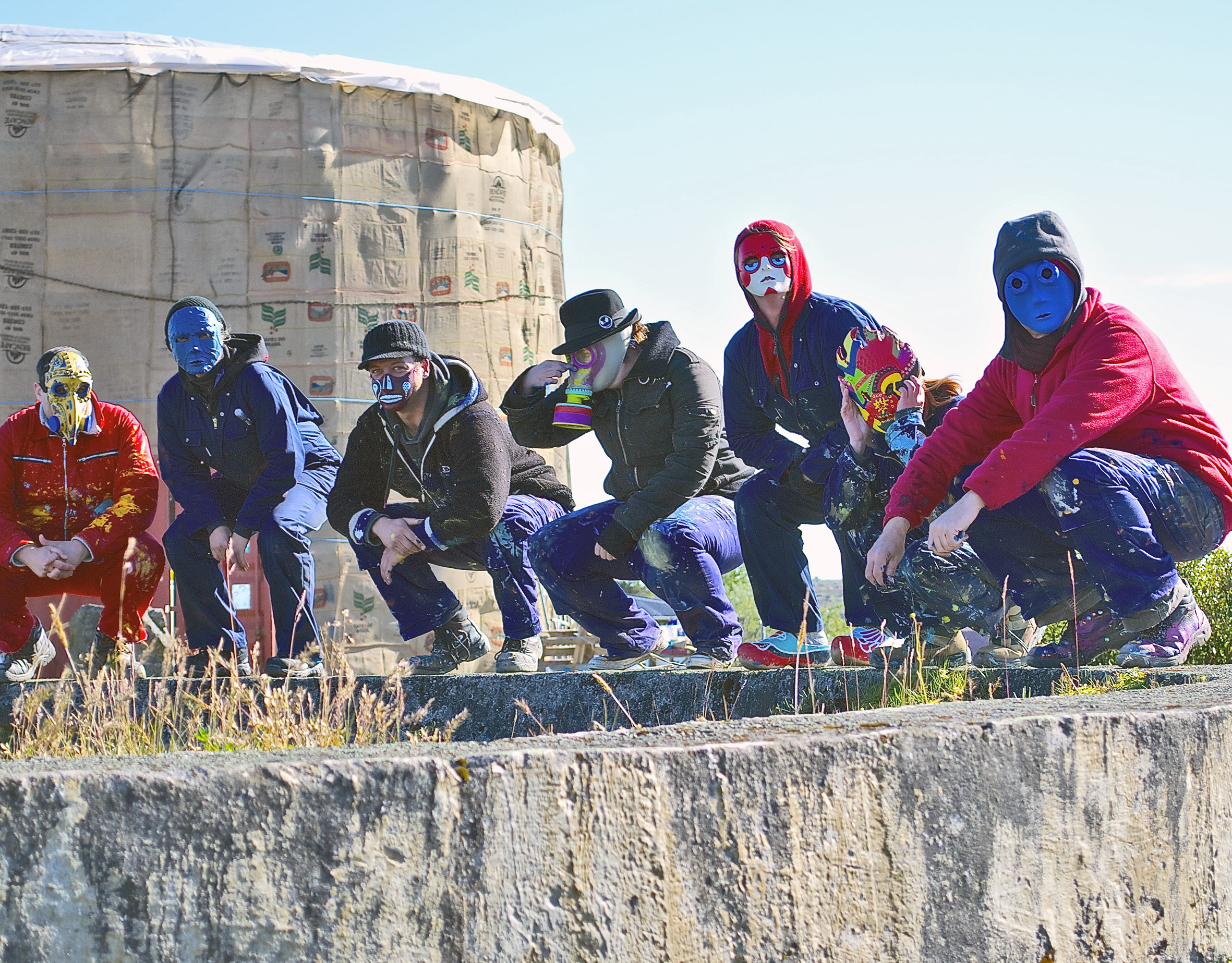
Тоїсти в Uppspretta
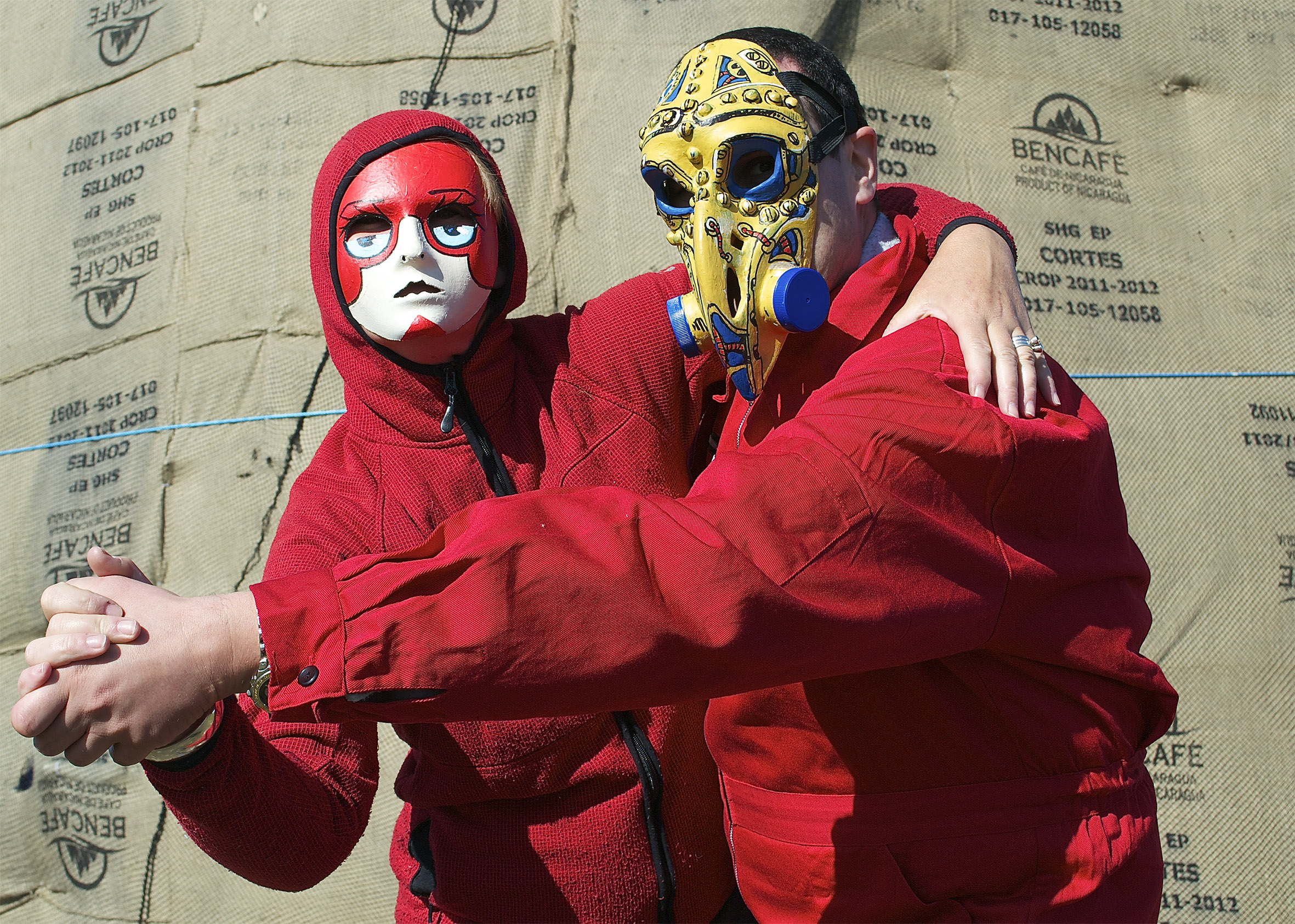
Тоїсти Blissem і Hribso
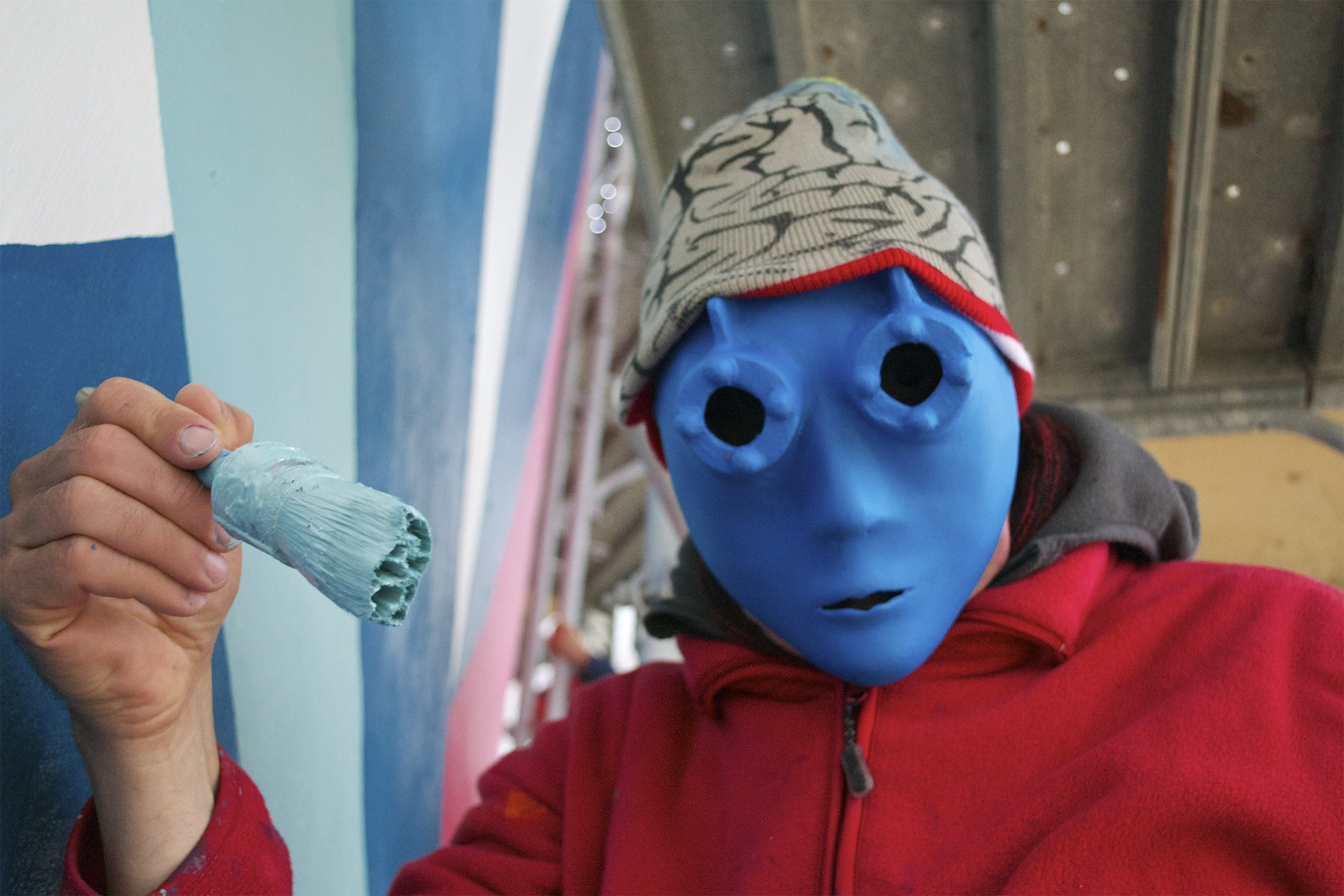
Тоїст Деян
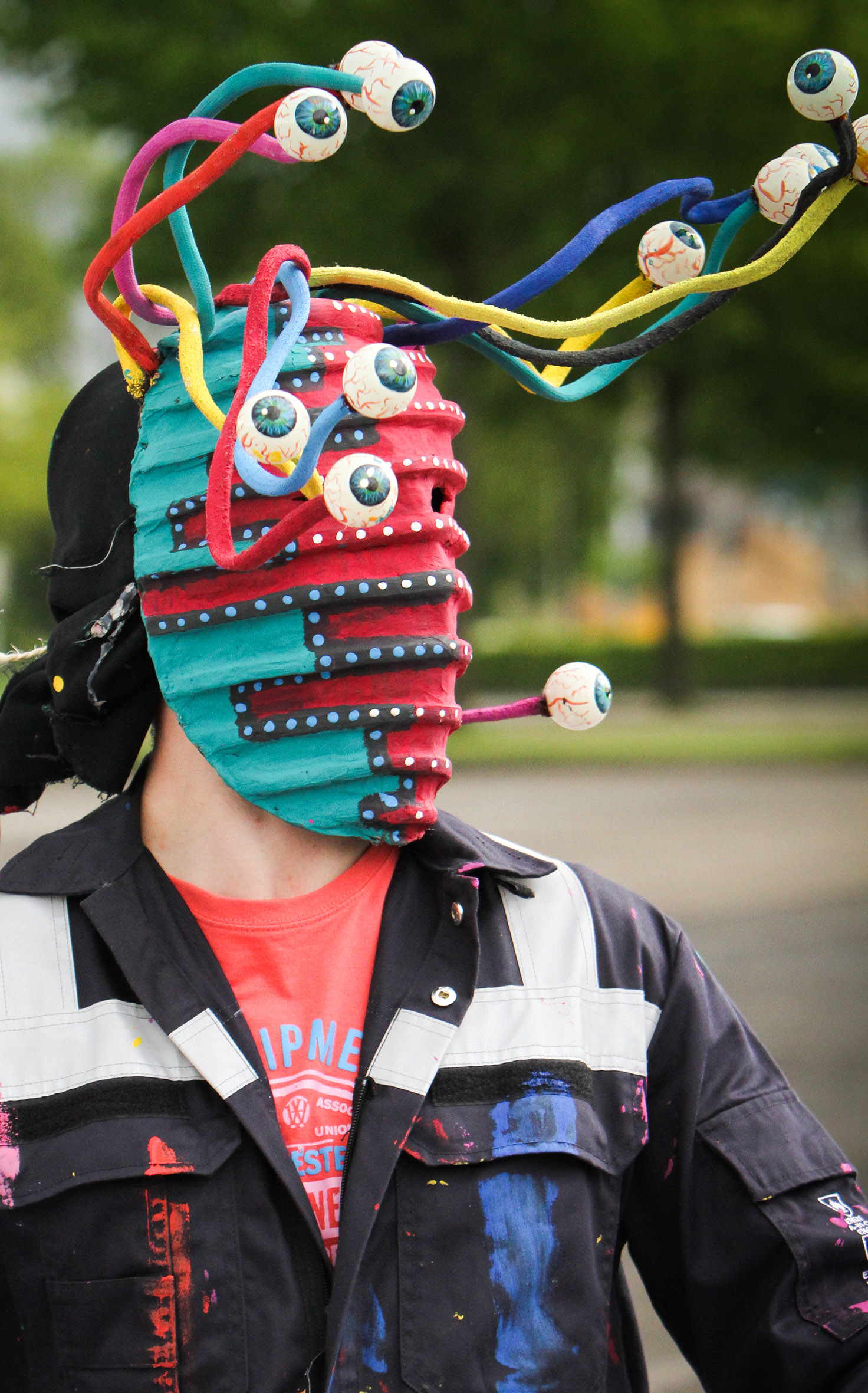
Тоїст Gihili
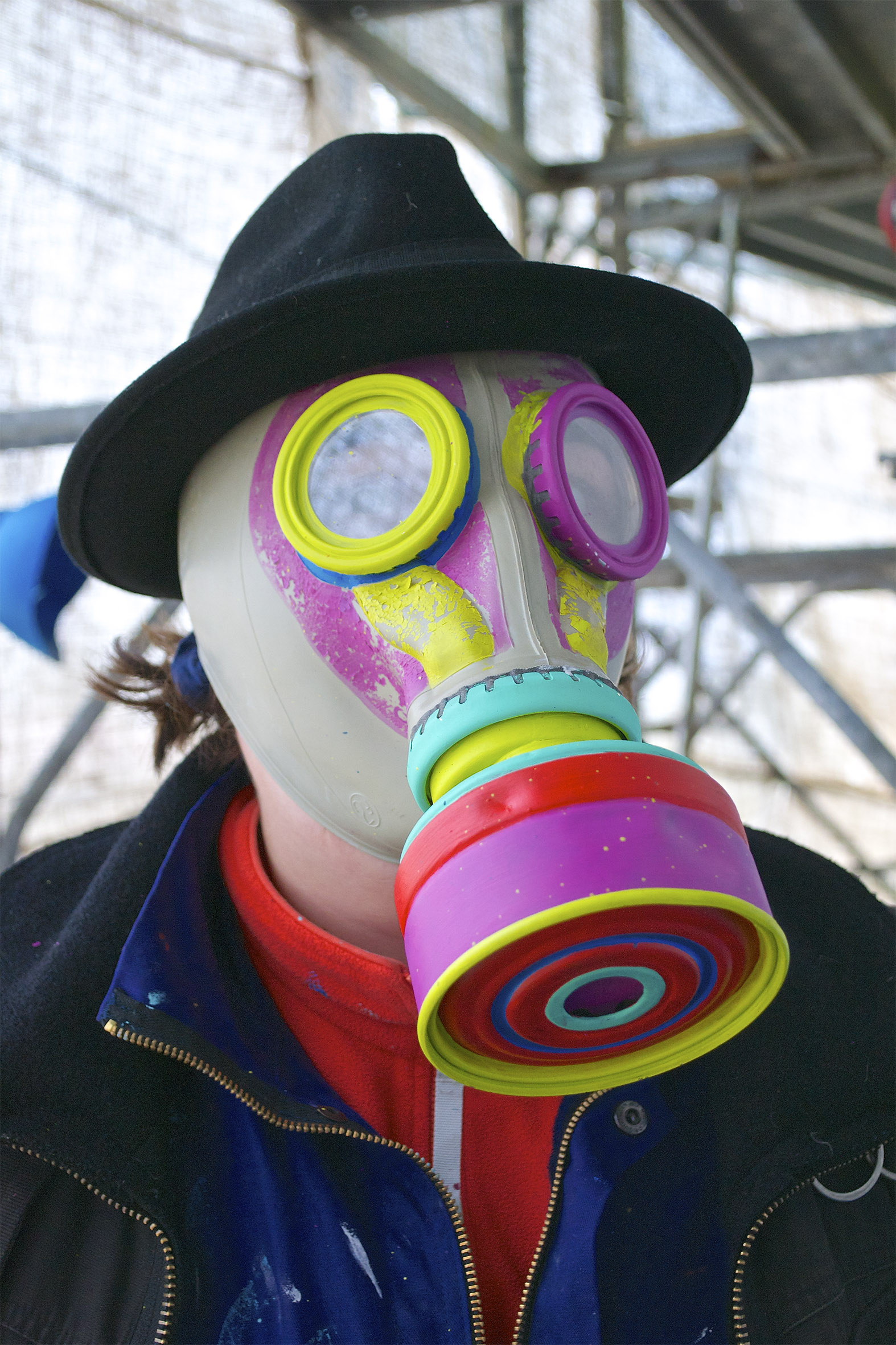
Тоїст Qooimee

## Характеристики
- Фігуративне
- Сторітелінг
- Кольори не змішуються, вони виділяються на тлі один одного
- Точки
- Чудова майстерність
- Сучасні предмети
- Твори радісні на перший погляд, але часто з серйозним підтекстом

## Проєкти

### Проект Точка(De Stip)
Концепт гри був придуманий в 2004 році. Двох художників битися один проти одного і при цьому разом вони створюють композицію. На основі існуючих ігор, таких як хрестики-нулики, шахи і чотири-в-ряд дві основні теми (і при необхідності підтеми) розробляються художників. В основному повне художній твір складається з окремих творів мистецтва, які можуть бути з'єднані по-різному, визуализируя різних ігрових ситуаціях.

### Цитати

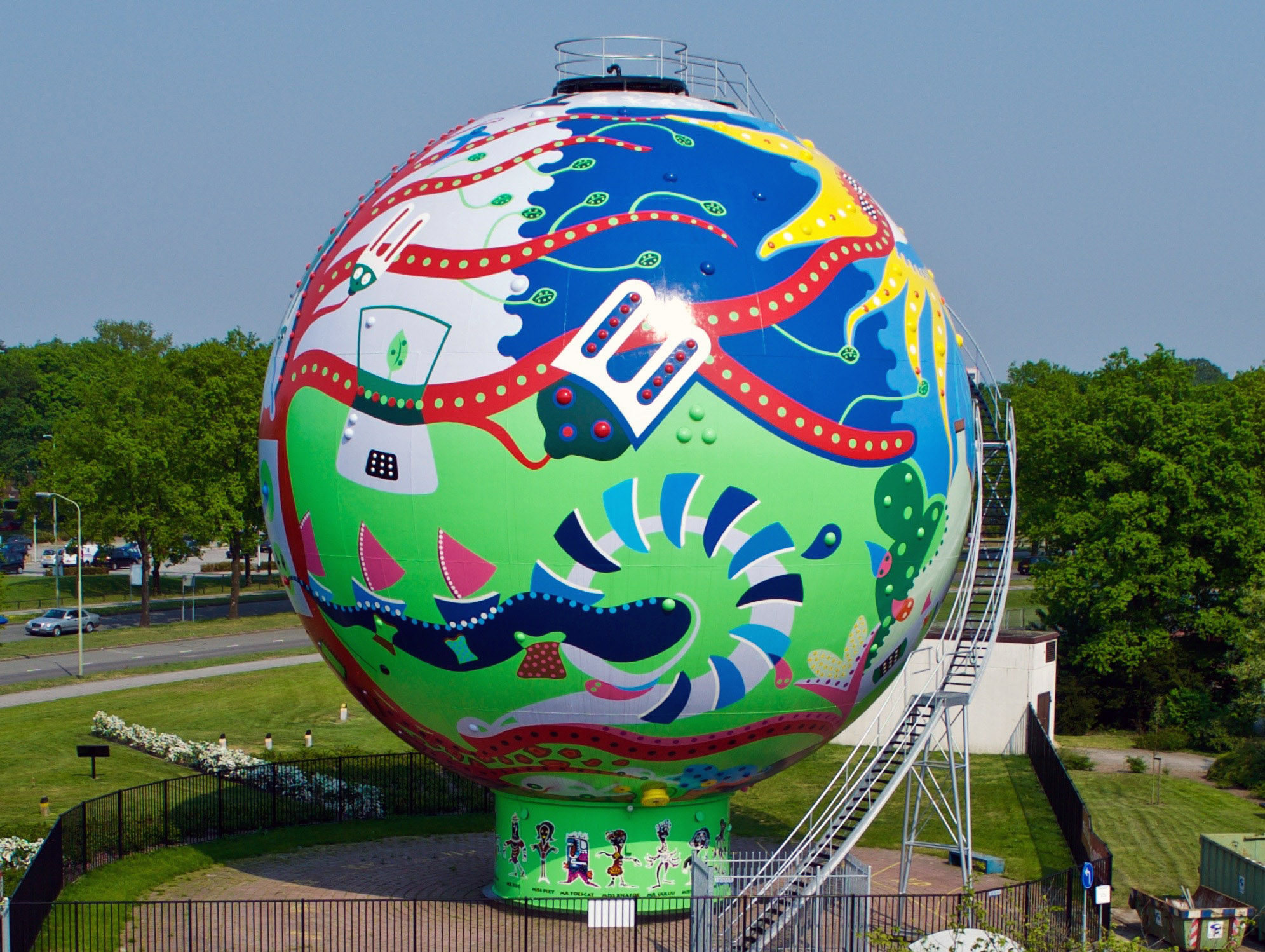
Точка, Еммен, Нідерланди

14 липня 2009 року гурт зважилася на масштабний проект: покрити живописом сферичної газової контейнер для зберігання, 22 метра у висоту і 1250 квадратних метрів поверхні, розташованої в місті Еммен, Нідерланди . За 9 місяців (6000 годин) Тоість перетворили цей об'єкт в барвисте твір мистецтва під назвою Точка.

### Toyism Ка
Автомобіль Форд Ка був перетворений на витвір мистецтва, яке пересувалося по місту Єммен, після чого автомобіль був куплений приватною особою в ході публічного продажу.

### Парад Слонів 2010
У 2010 році виставка «парад слонів» відбулася в Єммен, в тому ж році, в якому зоопарк Еммена святкував своє 75-річчя. З цього приводу Тоість була розроблена «E-Phant» (Energy-Phant). Будучи продовженням «живою енергією» проект «E-Phant» оснащений сонячними колекторами в його вухах, за допомогою яких батареї заряджаються в світлий час доби і після цього здатні освячувати простір протягом двадцяти годин, коли стемніє.

### Готель Тен Кейт

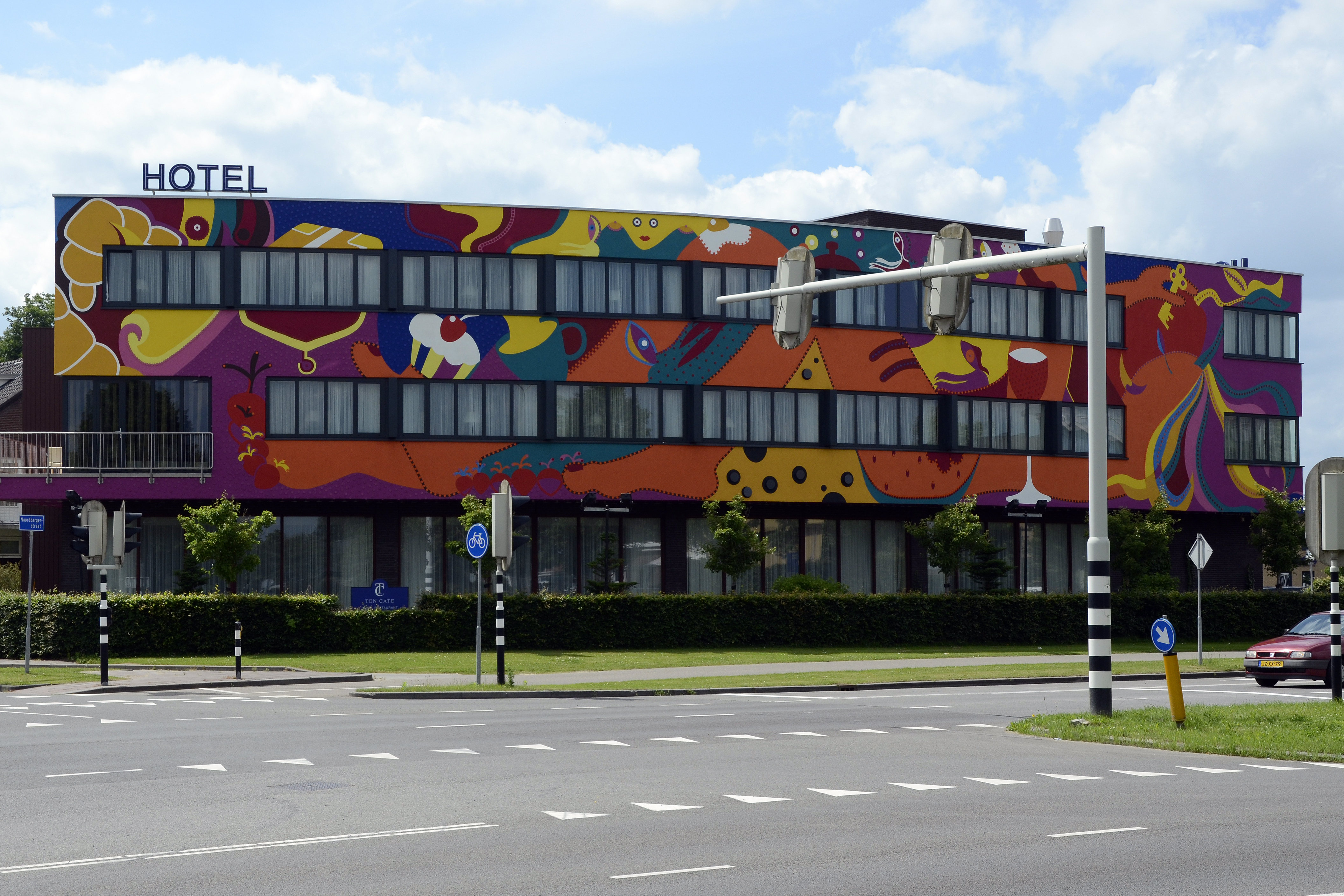
Готель Тен Кейт, Еммен, Нідерланди

У 2012 році тоїсти почали повністю перетворювати готель Тен Кейт в Еммені на величезний твір мистецтва.16 травня 2012 року відбувся офіційний реліз. Фасад був змінений в гігантську картину під назвою 'Мрії на сніданок'. У готелі один номер був перетворений на витвір мистецтва, в якому люди можуть йти спати. У жовтні того ж року були обставлені ще шість номерів, і планується робота над іншими номерами в найближчі роки. Номери є не тільки предметом живопису, але і в їх покриття і штори також внесені відповідні зміни. Кожен номер має свою власну тему, наприклад «Саванна - сплячий лев», «кіно - Чарлі грає на піаніно», «Бал-маскарад - хованки», «Підводний світ - Таємниці Океану».

### Uppspretta

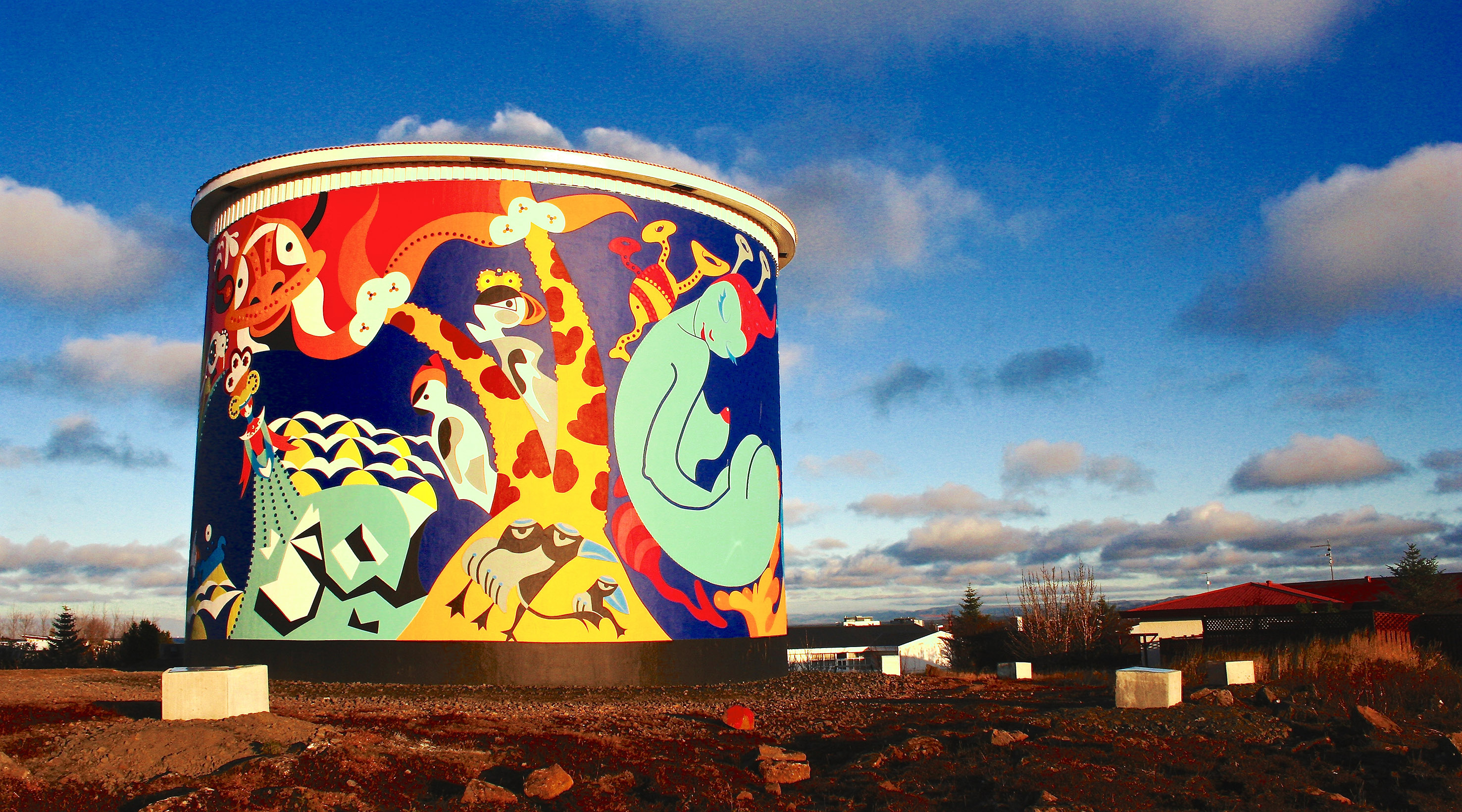
Uppspretta, Кеблавік, Ісландія

Покинута водонапірна вежа знаходиться в Кеплавіке, Ісландія . Вона перетворилася чарівним чином завдяки тоїстам. Барвистий сюжет, показаний на цьому об'єкті, розповідає про легенди про Uppspretta. Проект був реалізований влітку 2013 року, не дивлячись на дуже погану погоду, 11 тоїстів змогли вирішити цю задачу за 6 тижнів. З Uppspretta тоїсти зробили свій перший крок за кордоном як художній колективу.

## Представництво
Тоїсти представлені 'Студією тоїзма' в Гронінгені .